# 光林寺 (奈良県川西町)
光林寺（こうりんじ）は、奈良県磯城郡川西町大字保田にある真宗佛光寺派の寺院。

## 歴史
- 正和2年（1313年）に空信が開いた草庵が起源という。
- 貞和4年（1348年）に中興されたという。
- 天正11年（1583年）頃、現在地に移し寺号も光林寺に改めたという。

## 文化財

### 重要文化財（国指定）
- 木造阿弥陀如来立像 快慶作 承久3年（1221年）銘[1]

### 奈良県指定有形文化財
- 本堂及び表門 平成17年（2005年）指定[1]